# Käre John (film)
Käre John är en svensk dramafilm från 1964, med manus och regi av Lars-Magnus Lindgren och efter Olle Länsbergs roman med samma namn. Huvudrollerna spelades av Jarl Kulle och Christina Schollin.
Filmen spelades in i Klagshamn, Malmö och Köpenhamn. Filmen fick mycket stor uppmärksamhet, även internationellt, för sina nakenscener och stämplades som "pornografisk". Filmen var Oscarnominerad 1965 inom kategorin bästa utländska film.
Urpremiär för filmen var den 23 november 1964 på fem biografer i Sverige: Alcazar och Astoria i Stockholm, Plaza och Royal i Göteborg samt Palladium i Malmö.
Filmen har från 1992 visats i svensk television ett flertal gånger.

## Rollista
- Jarl Kulle –	John Berndtsson, skeppare
- Christina Schollin – Anita - Anna, servitris
- Helene Nilsson  –	Helena, hennes dotter
- Erik Hell – Yngve Lindgren, kaféägare
- Emy Storm – Karin Lindgren, Yngves fru
- Morgan Andersson –	Raymond, Anitas bror
- Synnöve Liljebäck – Dagny, Raymonds fästmö
- Hans Wigren – Elon, båsteman
- Håkan Serner – Erwin, kocken
- Bo Wahlström – Bosse, besättningsman
- Erland Nordenfalk – Kurt, besättningsman
- Christer Abrahamsen – mannen vid jukeboxen
- Brita Ericson – damen på bussen
- Stig Woxther – droskchauffören i Malmö

## DVD
Filmen gavs ut på DVD 2008.